# کودکان سارایوو
کودکان سارایوو (بوسنیایی: Djeca) فیلم درام به کارگردانی آیدا بگیچ محصول سال ۲۰۱۲ بوسنی و هرزگوین است. این فیلم در سال ۲۰۱۲ در بخش نوعی نگاه جشنواره فیلم کن به نمایش درآمد  که در آنجا برنده جایزه ویژه شد. 
این فیلم به عنوان نماینده سینمای بوسنی و هرزگوین برای حضور در بخش بهترین فیلم بین‌المللی هشتاد و پنجمین دوره جوایز اسکار انتخاب شد، اما به فهرست نهایی راه نیافت. 